# キッス・オブ・ジューダス
「キッス・オブ・ジューダス」 ("The Kiss of Judas")はストラトヴァリウスの8枚目のシングル。アルバム『ヴィジョンズ』からのシングルカットされた楽曲である。作曲ティモ・トルキ、作詞ティモ・コティペルト。
日本版の発売はなし。ヨーロッパでのみリリースされた。日本版では『ヴィジョンズ』1曲目と2曲目が入れ替わっており、日本では『ブラック・ダイヤモンド』がシングルカットされている。

## 収録曲
1. "The Kiss of Judas" (5:49)
2. "Black Diamond" (5:39)
3. "The Kiss of Judas (demo)" (5:41)
4. "Uncertainty (live)" (5:59)
5. "4th Reich (live)" (5:52)

## プロモーションビデオ
照明の暗い古い家の中に舞台セットがあり、ストラトヴァリウスのメンバーが演奏をしており、長い口ひげをたくわえたユダヤ人男性が三階建ての建物の外で立っていたり、骸骨と林檎が置かれた室内で羽ペンを使って何かを書いたり、考え事をしたり、天体望遠鏡を覗いたり古い地球儀を愛しそうに撫でたりしている。ユダヤ人男性の姿とストラトヴァリウスの演奏と、雪景色の洋館が入れ替わり映し出される幻想的なものとなっている。